# Levantamento de peso nos Jogos Pan-Americanos de 1971
As competições de levantamento de peso nos Jogos Pan-Americanos de 1971 foram realizadas em Cali, Colômbia. Esta foi a nona edição do esporte nos Jogos Pan-Americanos, tendo sido disputado apenas entre os homens.

## Masculino

### Até 52 kg
| POSIÇÃO | FINAL                   |
| ------- | ----------------------- |
|         | Roberto Lindeborg (AHO) |
|         | Chun Hou Chan (CAN)     |
|         | A. Garcia (PUR)         |

### Até 56 kg
| POSIÇÃO | FINAL                    |
| ------- | ------------------------ |
|         | Fernando Báez Cruz (PUR) |
|         | Anthony Phillips (BAR)   |
|         | Rolando Chang (CUB)      |

### Até 60 kg
| POSIÇÃO | FINAL                 |
| ------- | --------------------- |
|         | Manuel Mateos (MEX)   |
|         | Idelfonso Lee (PAN)   |
|         | Ignacio Guanche (CUB) |

### Até 67,5 kg
| POSIÇÃO | FINAL                    |
| ------- | ------------------------ |
|         | José Martínez (COL)      |
|         | Pastor Rodríguez (CUB)   |
|         | Cipriano Gutierrez (COL) |

### Até 75 kg
| POSIÇÃO | FINAL               |
| ------- | ------------------- |
|         | Russell Knipp (USA) |
|         | Abel López (CUB)    |
|         | Keith Adams (CAN)   |

### Até 82,5 kg
| POSIÇÃO | FINAL                 |
| ------- | --------------------- |
|         | Juan Curbelo (CUB)    |
|         | Michael Karchut (USA) |
|         | Ángel Pagán (PUR)     |

### Até 90 kg
| POSIÇÃO | FINAL                   |
| ------- | ----------------------- |
|         | Phillip Grippaldi (USA) |
|         | Fortunato Reyna (AHO)   |
|         | Juan Benavides (CUB)    |

### Até 110 kg
| POSIÇÃO | FINAL               |
| ------- | ------------------- |
|         | Robert Kemper (USA) |
|         | Gary Deal (USA)     |
|         | Temer Chaim (BRA)   |

### Mais de 110 kg
| POSIÇÃO | FINAL                 |
| ------- | --------------------- |
|         | Ken Patera (USA)      |
|         | Fernando Bernal (CUB) |
|         | Price Morris (CAN)    |

### Até 52 kg
| POSIÇÃO | FINAL                |
| ------- | -------------------- |
|         | Chun Hou Chan (CAN)  |
|         | Juan Romero (COL)    |
|         | Lester Francel (COL) |

### Até 56 kg
| POSIÇÃO | FINAL               |
| ------- | ------------------- |
|         | Rolando Chang (CUB) |
|         | Carlos Lastre (CUB) |
|         | Jesus Conde (MEX)   |

### Até 60 kg
| POSIÇÃO | FINAL                 |
| ------- | --------------------- |
|         | Idelfonso Lee (PAN)   |
|         | Ignacio Guanche (CUB) |
|         | Manuel Mateos (MEX)   |

### Até 67,5 kg
| POSIÇÃO | FINAL                  |
| ------- | ---------------------- |
|         | Pastor Rodríguez (CUB) |
|         | Victor Lopez (PUR)     |
|         | James Benjamin (USA)   |

### Até 75 kg
| POSIÇÃO | FINAL                |
| ------- | -------------------- |
|         | Abel López (CUB)     |
|         | Russell Knipp (USA)  |
|         | Stanley Bailey (TTO) |

### Até 82,5 kg
| POSIÇÃO | FINAL                 |
| ------- | --------------------- |
|         | Michael Karchut (USA) |
|         | Juan Curbelo (CUB)    |
|         | Ángel Pagán (PUR)     |

### Até 90 kg
| POSIÇÃO | FINAL                   |
| ------- | ----------------------- |
|         | Patrick Holbrook (USA)  |
|         | Phillip Grippaldi (USA) |
|         | Wayne Wilson (CAN)      |

### Até 110 kg
| POSIÇÃO | FINAL               |
| ------- | ------------------- |
|         | Gary Deal (USA)     |
|         | Robert Kemper (USA) |
|         | Temer Chaim (BRA)   |

### Mais de 110 kg
| POSIÇÃO | FINAL                 |
| ------- | --------------------- |
|         | Ken Patera (USA)      |
|         | Fernando Bernal (CUB) |
|         | Price Morris (CAN)    |

### Até 52 kg
| POSIÇÃO | FINAL                   |
| ------- | ----------------------- |
|         | Juan Romero (COL)       |
|         | Lester Francel (COL)    |
|         | Roberto Lindeborg (AHO) |

### Até 56 kg
| POSIÇÃO | FINAL                    |
| ------- | ------------------------ |
|         | Rolando Chang (CUB)      |
|         | Carlos Lastre (CUB)      |
|         | Fernando Báez Cruz (PUR) |

### Até 60 kg
| POSIÇÃO | FINAL                 |
| ------- | --------------------- |
|         | Manuel Mateos (MEX)   |
|         | Ignacio Guanche (CUB) |
|         | Carlos Suarez (COL)   |

### Até 67,5 kg
| POSIÇÃO | FINAL                  |
| ------- | ---------------------- |
|         | James Benjamin (USA)   |
|         | Pastor Rodríguez (CUB) |
|         | Victor Lopez (PUR)     |

### Até 75 kg
| POSIÇÃO | FINAL                |
| ------- | -------------------- |
|         | Russell Knipp (USA)  |
|         | Abel López (CUB)     |
|         | Stanley Bailey (TTO) |

### Até 82,5 kg
| POSIÇÃO | FINAL                 |
| ------- | --------------------- |
|         | Michael Karchut (USA) |
|         | Juan Curbelo (CUB)    |
|         | Luis de Almeida (BRA) |

### Até 90 kg
| POSIÇÃO | FINAL                   |
| ------- | ----------------------- |
|         | Patrick Holbrook (USA)  |
|         | Phillip Grippaldi (USA) |
|         | Wayne Wilson (CAN)      |

### Até 110 kg
| POSIÇÃO | FINAL               |
| ------- | ------------------- |
|         | Robert Kemper (USA) |
|         | Gary Deal (USA)     |
|         | Temer Chaim (BRA)   |

### Mais de 110 kg
| POSIÇÃO | FINAL                 |
| ------- | --------------------- |
|         | Ken Patera (USA)      |
|         | Fernando Bernal (CUB) |
|         | Price Morris (CAN)    |

### Até 52 kg
| POSIÇÃO | FINAL                   |
| ------- | ----------------------- |
|         | Juan Romero (COL)       |
|         | Roberto Lindeborg (AHO) |
|         | Chun Hou Chan (CAN)     |

### Até 56 kg
| POSIÇÃO | FINAL                    |
| ------- | ------------------------ |
|         | Rolando Chang (CUB)      |
|         | Fernando Báez Cruz (PUR) |
|         | Carlos Lastre (CUB)      |

### Até 60 kg
| POSIÇÃO | FINAL                 |
| ------- | --------------------- |
|         | Manuel Mateos (MEX)   |
|         | Ignacio Guanche (CUB) |
|         | Idelfonso Lee (PAN)   |

### Até 67,5 kg
| POSIÇÃO | FINAL                  |
| ------- | ---------------------- |
|         | Pastor Rodríguez (CUB) |
|         | James Benjamin (USA)   |
|         | José Martínez (COL)    |

### Até 75 kg
| POSIÇÃO | FINAL                |
| ------- | -------------------- |
|         | Russell Knipp (USA)  |
|         | Abel López (CUB)     |
|         | Stanley Bailey (TTO) |

### Até 82,5 kg
| POSIÇÃO | FINAL                 |
| ------- | --------------------- |
|         | Michael Karchut (USA) |
|         | Juan Curbelo (CUB)    |
|         | Ángel Pagán (PUR)     |

### Até 90 kg
| POSIÇÃO | FINAL                   |
| ------- | ----------------------- |
|         | Phillip Grippaldi (USA) |
|         | Patrick Holbrook (USA)  |
|         | Wayne Wilson (CAN)      |

### Até 110 kg
| POSIÇÃO | FINAL               |
| ------- | ------------------- |
|         | Gary Deal (USA)     |
|         | Robert Kemper (USA) |
|         | Temer Chaim (BRA)   |

### Mais de 110 kg
| POSIÇÃO | FINAL                 |
| ------- | --------------------- |
|         | Ken Patera (USA)      |
|         | Fernando Bernal (CUB) |
|         | Price Morris (CAN)    |